# バイバイ、ヴァンプ!
『バイバイ、ヴァンプ!』は、2020年2月14日に公開された日本映画。2020年2月14日公開。7人組アイドルグループ「祭nine.」の寺坂頼我が主演を務めるコミカル青春ホラー映画。

## あらすじ
中世ルーマニアから人間と共存し、生きながらえてきたヴァンパイア。彼らが繁栄の地として目を付けたのは茨城県にある私立野薔薇高校だった。ある日、女好きの高校2年生・吾郎が何者かに襲われる。すると翌日から女装して登校し、同性愛者となってしまった。 同級生である小日向京平は、ヴァンパイアに噛まれると同性愛者になるのではと予測を立てるのだった。
（映画での同性愛者差別については、後述の「#設定をめぐる批判」を参照）。

## 登場人物

### クラスメイト
小日向 京平
演 - 寺坂頼我

黒森 大牙
演 - 高野海琉

黒森 夜弥
演 - マーシュ彩

砂月 美貴
演 - 工藤美桜

小日向 姫子
演 - 美月音寧

宮田 知基
演 - 平松賢人

田中 亮一
演 - 橋本祥平

館野 吾郎
演 - とまん

荻野 夢太
演 - 私市夢太

### その他
教師
桝添次郎 - ゴリ（友情出演）
バンパイヤ歌手
竹内紫乃 - SIZUKU 詩月 （特別出演）
小日向父 - 川平慈英 （友情出演）
小日向三瓶 - 渡辺裕之 （特別出演）
中本忠 - なべおさみ （特別出演）

## 音楽
オープニングテーマ：「Blood in Chains」
作詞：青山紳一郎／作曲・編曲：浅野ケン、和田春／歌：Super Break Dawn
挿入歌
「Eternal Road」
作詞：桜羽るか、花岡将太郎／作曲：花岡将太郎／編曲：岩戸崇／歌：平成琴姫（如月ゆず、桜羽るか）
「I'm for you」
作詞・作曲：アルメリノ・アナリン／編曲：NONO KJ／歌：アルメリノ・アナリン
劇中歌：「Peace of Vam」
作詞・作曲：GOD／編曲:MANA／歌：SIZUKU 詩月
エンディングテーマ：「FANTASY MAGIC」
作詞・作曲：GOD／編曲：神津裕之／歌：SIZUKU 詩月

## スタッフ
- 監督・脚本・編集：植田尚
- エグゼクティブプロデューサー：吉本曉弘
- プロデューサー：大勝ミサ、GODプロデューサーKAZUKI
- 協力プロデューサー：神谷光
- 音楽プロデューサー：神津裕之
- 企画・原案：大勝ミサ
- 原作・脚本：中村啓
- 照明：柴田守
- 録音：森史夏
- 監督補：近藤幸子
- 制作担当：雲井成和
- 助監督：林大造
- 美術：木村正宏
- 衣裳：吉田直美
- ヘアメイク：相澤千明
- オンライン編集：山崎進
- 撮影助手：岡田和実
- 照明助手：津田道典、速川英明
- 録音助手：廣中桃李、柴山里彩
- メイク助手：菅沼凌子
- 整音助手：小宮元
- 衣裳協力：深野明美
- アクションコーディネーター：KEIZO.H
- 合成：林潔
- 特殊メイク：快歩
- スチール：三浦晃一
- 制作協力：秋田忠茂
- 製作・配給：株式会社ロハスプロダクションズ

## 設定をめぐる批判
公開後、ヴァンパイアにかまれると同性を好きになるという設定がインターネット上で「同性愛者に対する差別」と問題視する声が上がる。参議院議員・石川大我も鑑賞後に「この世にあるLGBT差別、偏見をすべて集めたような映画。ほんとうに酷い」とツイートした。
LGBTに関する情報を発信する「一般社団法人fair」代表理事を務める松岡宗嗣は、「そもそも、噛まれると同性愛に"目覚めて"しまう、それが"感染"していくという設定自体、同性愛に限らず、人種や障害など、社会的マイノリティの属性をあてはめてみると、いかにこれが差別的であるかが見て取れる」と指摘した。
公開停止を求める署名運動なども起こる中、同年2月16日に製作委員会は「この映画には一部、同性愛の方々に対し不快な思いを抱かせる表現が含まれているかもしれませんが、同性愛を差別する作品ではありません」「一部の方に誤解や混乱を招いたことをお詫び申し上げます」と釈明文をリリースした。
エグゼクティブ・プロデューサーの吉本暁弘は「（劇中にある差別とみられてもおかしくない表現は、試写会も含め）合議の中で誰も問題視しなかった」と述べている。
当初は2月14日から2月27日まで公開予定だった中川コロナシネマワールドとユナイテッド・シネマアクアシティお台場では、2月21日までに公開を打ち切った。